# She Devil (film din 1957)
She Devil este un film SF de groază american din 1957 regizat de Kurt Neumann. În rolurile principale joacă actorii Mari Blanchard, Jack Kelly și Albert Dekker..

## Prezentare
O femeie este injectată cu un ser pentru vindecarea tuberculozei. Dar, ca efect, ea poate supraviețui oricărei vătămări fatale.

## Distribuție
- Mari Blanchard ca Kyra Zelas
- Jack Kelly ca Dr. Dan Scott
- Albert Dekker ca Dr. Richard Bach
- John Archer ca Barton Kendall
- Fay Baker ca Evelyn Kendall
- Blossom Rock ca Hannah, the housekeeper
- Paul Cavanagh ca Sugar Daddy
- George Baxter ca Store Manager
- Helen Jay ca Blond Nurse
- Joan Bradshaw ca Redhead
- X Brands ca First Doctor
- Tod Griffin ca Intern